# María José Alonso Fernández
María José Alonso Fernández (Carrizo de la Ribera, provincia de León, 22 de diciembre de 1958) es una científica española que ha publicado numerosos artículos científicos de gran relevancia internacional en el ámbito de la tecnología farmacéutica y de la biofarmacia. Con sus investigaciones, ha impulsado el desarrollo de nanoestructuras que sirven de vehículo para transportar fármacos y vacunas de modo que estos puedan llegar a su lugar de acción de un modo más seguro y eficaz.

## Trayectoria
Licenciada en Farmacia por la Universidad de Santiago de Compostela (USC), con un Máster en Farmacia (USC 1981) y Doctora en Farmacia y Tecnología Farmacéutica (USC 1985)  con la tesis: Estudio biofarmacéutico de las dispersiones sólidas: hipoglucemiantes orales con polietilenglicoles. En 1987 consiguió la plaza de profesora titular y desde 1998 es Catedrática del Departamento de Farmacia y Tecnología Farmacéutica de la USC. Además, ha trabajado en la Universidad de París Sur (1986-1987), la Universidad de Angers (1989) y en el Instituto Tecnológico de Massachusetts (MIT) (1991-1992).
A su vuelta a España creó el primer laboratorio del país en el ámbito de la nanotecnología farmacéutica. Desde entonces, ha sido coordinadora de múltiples consorcios e investigadora principal de numerosos proyectos cooperativos financiados por la Organización Mundial de la Salud, la Fundación Bill y Melinda Gates y la Comisión Europea.
Con su investigación ha impulsado el desarrollo de sistemas de liberación dirigida de fármacos y vacunas. Destacan sus trabajos sobre terapias personalizadas para el tratamiento del cáncer, el tratamiento de enfermedades autoinmunes y también en el desarrollo de vacunas.
En el ámbito de las vacunas, la doctora Alonso ha sido pionera en el desarrollo de vacunas que aportan una respuesta inmune duradera gracias al uso de partículas biodegradables que controlan su liberación al sistema inmune. A lo largo de la última década, ha trabajado en colaboración con grupos americanos, canadienses y europeos en el desarrollo de una vacuna frente al VIH. Su aportación en esta línea se centra en el desarrollo de nanosistemas transportadores de las vacunas.

## Cargos en organismos académicos y científicos
La profesora Alonso fue vicerrectora de Investigación e Innovación de la Universidad de Santiago de Compostela. Durante su mandato, impulsó la creación de los centros singulares de investigación y del Campus Vida de la USC.
Ha ostentado diversos cargos en sociedades científicas, entre ellos la Controlled Release Society (CRS, Inc.), de la que fue directora, secretaria y presidenta. Además, creó el capítulo Hispano Portugués de dicha Sociedad. Es también editora-jefe de la revista científica de la CRS, Drug Delivery and Translational Research.

## Honores
- Miembro de la National Academy of Medicine (2016-), USA.[13]
- Miembro de la Real Academia Nacional de Farmacia (2010-), España.[14]
- Miembro de la Académie Royale de Médicine de Belgique (2021-), Bélgica.[15]
- Miembro de la Real Academia Gallega de Ciencias (2014-), España.[16]
- Miembro de la Academia de Farmacia de Galicia (2010-), España.[17]
- Miembro del American Institute for Medical and Biological Engineering's College of Fellows (AIMBE) (2017-), USA.[18]
- "Fellow" de la Controlled Release Society (CRS, Inc) (2018-)[19]
- Member of the Académie Royale de Médicine, Belgique (2021)[20]
- Doctor “Honoris Causa”, University of Nottingham, July 2022[21]

## Premios
- 1985: Premio Extraordinario de Doctorado. Facultad de Farmacia de la Universidad de Santiago de Compostela.
- 2011: Premio Rey Jaime I a las Nuevas Tecnologías.[22]
- 2011: Premio Novoa Santos XVI.[23]
- 2012: Medalla del Consejo General de Farmacia.[24]
- 2013: Premio María Josefa Wonenburger Planells, concedido por la Junta de Galicia.[25]
- 2014: Premio Maurice Marie Janot concedido por la Sociedad Farmacéutica Europea (APGI).[26]
- 2018: Medalla Castelao concedida por la Junta de Galicia.[27]
- 2018: “CRS Founders Award”, concedido por la Controlled Release Society (CRS, Inc).[28]
- 2020: Ranking “The Power List” de los 20 investigadores más influyentes en el área de la Biofarmacia, publicado por The Medicine Maker.[29]
- 2020: "Distinguished Service Award", concedido por la Controlled Release Society (CRS, Inc)[30]
- 2020: "Women in Science Award", concedido por la Controlled Release Society (CRS, Inc.)[31]
- 2020: Medalla al Mérito en la Investigación y en la Educación Universitaria, concedida por el Ministerio de Ciencia e Innovación del Gobierno de España
- 2021: Premio Honorífico a la Excelencia la Trayectoria Científica,[32] concedido por la Fundación AstraZeneca
- 2021: Premio de Investigación a la trayectoria científica en el ámbito de la Nanomedicina y Medicina,[33] otorgado por Burdinola.
- 2021: “National Nanotechnology Award”, Company: NOB166[34]
- 2021: Premio Nacional de Investigación Juan de la Cierva en el área de Transferencia de Tecnología, otorgado por el Ministerio de Ciencia e Innovación.[35]
- 2022: “ASEICA Woman and Science 2022” and “ASEICA Social Commitment” Award, Spanish Association for Cancer Research[36]